# Bienenbüttel
Bienenbüttel est une commune allemande de l'arrondissement d'Uelzen, Land de Basse-Saxe.

## Géographie
Bienenbüttel se trouve dans la lande de Lunebourg. La commune est traversée par l'Ilmenau.
| Deutsch Evern/Melbeck | Wendisch Evern | Vastorf       |
| Barnstedt             | Bienenbüttel   | Altenmedingen |
| Hanstedt              | Natendorf      | Jelmstorf     |

La commune comprend les quartiers suivants :
| - Bargdorf - Beverbeck - Bornsen - Edendorf - Eitzen I - Grünhagen - Hohenbostel | - Hohnstorf - Niendorf - Rieste - Steddorf - Varendorf - Wichmannsburg - Wulfstorf. |

## Histoire
Des fouilles archéologiques situent la première habitation vers 8 000 av. J.-C. Des tertres datent de l'Âge de bronze ainsi qu'un tumulus. Près de Rieste, on trouve en 1890 un tombeau avec mille urnes de l'époque des Lombards.
Bienenbüttel est mentionné pour la première fois en 1004 sous le nom de "Biangibudiburg".
Durant la guerre de Trente Ans, les soldats suédois détruisent Rieste.
Au cours du XIXe siècle, les villages fusionnent entre eux pour former de plus grandes communes. La commune actuelle est créée après la réforme de juillet 1972.

## Infrastructure
Bienenbüttel se trouve sur la Bundesstraße 4, la ligne de Hanovre à Hambourg et le canal latéral de l'Elbe.

## Personnalités liées à la commune
- Wilhelm Engelhard (1813-1902), sculpteur né à Grünhagen.
- Jürgen Wilhelm Harms (de) (1885-1956), zoologue.